# 梨小倍唇螺
梨小倍唇螺（学名：Diplommatina pyra）为环口螺科倍唇螺属的动物，是中国的特有物种。分布于四川、湖北等地，生活环境为陆地，一般生活于潮湿多腐殖质的灌木草丛中以及石块树叶树枝下。